# Серьоговське сільське поселення
Серьо́говське сільське поселення (рос. Серёговское сельское поселение) — муніципальне утворення у складі Княжпогостського району Республіки Комі, Росія. Адміністративний центр — село Серьогово.

## Населення
Населення — 651 особа (2017, 822 у 2010, 1068 у 2002, 1464 у 1989).

## Склад
До складу поселення входять такі населені пункти:
| Населений пункт     | Населення, осіб (1989) | Населення, осіб (2002) | Населення, осіб (2010) |
| ------------------- | ---------------------- | ---------------------- | ---------------------- |
| Кошки, присілок     | 42                     | 24                     | 10                     |
| Лялі, селище        | 587                    | 375                    | 258                    |
| Лялі, присілок      | 129                    | 89                     | 56                     |
| Політовка, присілок | 4                      | 4                      | 1                      |
| Серьогово, село     | 699                    | 569                    | 483                    |
| Часадор, присілок   | 3                      | 7                      | 14                     |